# Inside/Outside
『Inside/Outside』（インサイド／アウトサイド）は、1980年10月21日に発売された石川ひとみの4枚目のアルバムである。発売元はNAVレコード。
先行シングル「秋が燃える」とそのB面曲「さよならGood-bye」を収録。
本作は初版の発売から長きに亘り未CD化の状況が続いていたが、2004年1月発売の『78-83 ぼくらのベスト2 石川ひとみ CD-BOX』で初めてデジタル音源化された。

## 収録曲

### LP／CT

#### Side A
1. 思いがけない序章（プロローグ）
作詞：武衛尚子／作曲：芳野藤丸／編曲：大村雅朗
2. 私はかもめ
作詞：たかたかし／作曲：佐瀬寿一／編曲：渡辺茂樹
3. さよならGood-bye
作詞：たかたかし／作曲：井上鑑／編曲：渡辺茂樹
4. 気まぐれフィーリング
作詞：武衛尚子／作曲・編曲：水谷公生
5. Blue Dancing
作詞：島エリナ／作曲：Paul Fantasia／編曲：渡辺茂樹

#### Side B
1. シャイニング スカイ
作詞：竜真知子／作曲：水谷公生／編曲：船山基紀
2. 秋が燃える
作詞：岡田冨美子／作曲：佐瀬寿一／編曲：渡辺茂樹
3. 愛のたずねびと
作詞：竜真知子／作曲・編曲：後藤次利
4. 一枚の写真
作詞・作曲：鹿島豪也／編曲：渡辺茂樹
5. 海のようなやさしさで…
作詞：武衛尚子／作曲：和泉常寛／編曲：渡辺茂樹

### 78-83 ぼくらのベスト2 石川ひとみ CD-BOX DISC4
1. 思いがけない序章（プロローグ）
2. 私はかもめ
3. さよならGood-bye
4. 気まぐれフィーリング
5. Blue Dancing
6. シャイニング スカイ
7. 秋が燃える
8. 愛のたずねびと
9. 一枚の写真
10. 海のようなやさしさで…